# 울산해양경찰서
울산해양경찰서(蔚山海洋警備安全署, Ulsan Coast Guard)는 해상경비, 해양안전 관리, 해상치안질서 유지, 해양오염 방지 등의 업무를 수행하기 위하여 설립된 대한민국 해양경찰청 남해지방해양경찰청 소속의 특별지방행정기관으로 울산해양경찰서장은 총경(4급 상당)으로 보한다. 울산광역시 남구 신선로 20에 위치하고 있다.

## 조직
| - 경무기획과 - 경무기획계 - 청문감사계 - 경리계 - 민원실 - 경비구난과 - 경비구난계 - 상황실 - 122구조대 | - 해상안전과 - 안전관리계 - 교통레저계 - 장비관리과 - 정비계 - 보급계 - 정보통신계 - IT 관제실 - 통신망 관리실 | - 수사과 - 수사계 - 형사계 - 정보과 - 정보계 - 보안계 - 외사계 | - 해양오염방제과 - 방제계 - 기동방제계 - 예방지도계 |

## 소속기관
| 명칭         | 사진 | 주소                         | 관할구역 | 출장소                           |
| ------------ | ---- | ---------------------------- | -------- | -------------------------------- |
| 강동파출소   |      | 울산 북구 강동산하3로 37     |          | 당사출장소                       |
| 방어진파출소 |      | 동구 성끝길 2-1              |          | 주전출장소 일산출장소            |
| 울산항파출소 |      | 남구 장생포고래로276번길 23  |          | -                                |
| 진하파출소   |      | 울주군 서생면 나루터3길 50   |          | 온산출장소 나사출장소            |
| 기장파출소   |      | 기장군 기장읍 기장해안로 634 |          | 월내출장소 칠암출장소 학리출장소 |

## 보유 함정
| - 1009함 - 300함 - 307함 | - 130정 - P02정 - P09정 - P33정 | - P37정 - P85정 - P103정 | - 방제16호 - 화학방제1함 - 소방1호 |